# Dominik Kraihamer
Dominik Kraihamer (Oberndorf bei Salzburg, 29 november 1989) is een Oostenrijks autocoureur. In 2016 werd hij kampioen in de LMP1 privé-klasse van het FIA World Endurance Championship.

## Carrière
Op dertienjarige leeftijd kwam Kraihamer voor het eerst in aanraking met het karting, toen hij met zijn vader meeging naar een kartbaan. In 2004 maakte hij zijn autosportdebuut in het karting, waar hij tot 2008 actief bleef. In 2007 testte hij een Formule BMW-auto, maar hij besloot om niet de overstap naar het formuleracing te maken en in plaats daarvan in GT-wagens te gaan racen. Hij kwam dat jaar uit in de FIA GT3 voor het team S-Berg Racing, maar scoorde geen kampioenschapspunten.
In 2009 stapte Kraihamer over naar de enduranceracerij en kwam hij uit in de Formula Le Mans voor Boutsen Energy Racing. Hij behaalde een podiumfinish op het Circuit de Nevers Magny-Cours en werd met 47 punten dertiende in de eindstand. In 2010 bleef hij actief in deze klasse, die dat jaar deel uitmaakte van de Le Mans Series. Hij stond tweemaal op het podium op het Circuit de Spa-Francorchamps en het Autódromo Internacional do Algarve. Met 41 punten werd hij, samen met zijn teamgenoot Nicolas de Crem, vijfde in het klassement. Ook nam hij dat jaar deel aan een race van de Franse Poersche Carrera Cup en aan testsessies voor de Formule 2.
In 2011 stapte Boutsen Energy Racing binnen de Le Mans Series over naar de LMP2-klasse en bleef Kraihamer voor dit team rijden. De Crem en Thor-Christian Ebbesvik waren gedurende het seizoen zijn teamgenoten. Hij behaalde podiumplaatsen op Spa-Francorchamps en Silverstone en werd hierdoor met 36 punten vijfde in de eindstand. Tevens maakte hij dat jaar zijn debuut in de 24 uur van Le Mans voor het Team Oreca-Matmut als teamgenoot van Alexandre Prémat en David Hallyday, maar vanwege een ongeluk waar Hallyday bij betrokken was kwam deze inschrijving niet aan de finish.

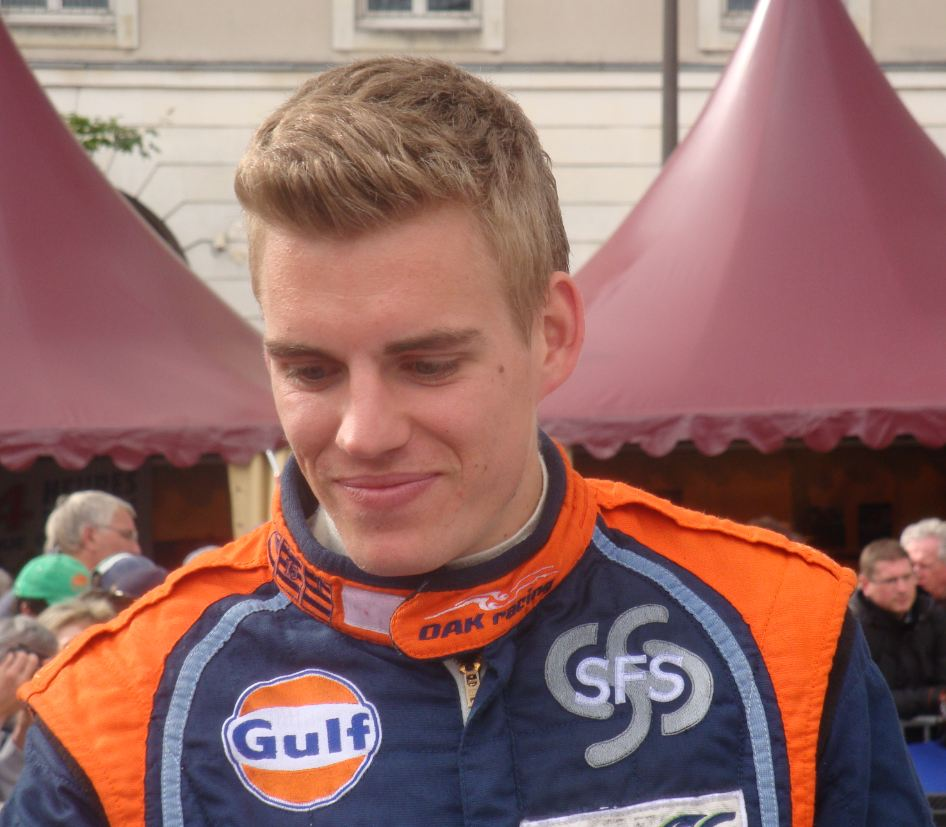
Dominik Kraihamer tijdens de 24 uur van Le Mans in 2012.

In 2012 kwam Kraihamer uit in het nieuwe FIA World Endurance Championship (WEC). Hij reed dat jaar vijf races in de LMP1-klasse en drie races in de LMP2-klasse voor OAK Racing. Een zevende plaats in de seizoensfinale, de 6 uur van Shanghai, was zijn beste race-uitslag. Aangezien het kampioenschap dat jaar geen aparte classificaties voor verschillende klassen had opgesteld, eindigde hij op plaats 71 in het kampioenschap. In 2013 reed Kraihamer een volledig seizoen in de LMP2-klasse voor Lotus als teamgenoot van Thomas Holzer en Jan Charouz. Hij behaalde een podiumplaats in de 6 uur van het Circuit of the Americas en werd met 37 punten negende in de eindstand.
In 2014 keerde Kraihamer terug naar de LMP1-klasse van het WEC, waar hij voor Rebellion Racing ging rijden. Hij kwam tevens in aanmerking voor de LMP1-privéklasse. Hij werd hier de teamgenoot van Andrea Belicchi en Fabio Leimer. Hij behaalde overwinningen in de 6 uur van Fuji, de 6 uur van Bahrein en de 6 uur van São Paulo, maar viel ook in de helft van de races uit. Met 93 punten werd hij tweede in de LMP1-privéklasse. Tevens werd hij zeventiende in de algemene LMP1-klasse.
In 2015 miste Rebellion Racing de eerste twee WEC-races vanwege een aanpassing in de motor, maar vanaf de derde race was het team weer aanwezig. Kraihamer was dat jaar de teamgenoot van Alexandre Imperatori en Daniel Abt, waarbij laatstgenoemde in de laatste twee races werd vervangen door Mathéo Tuscher. Hij behaalde twee overwinningen in de LMP1-privéklasse in de 24 uur van Le Mans en de 6 uur van Bahrein en werd hierdoor met 108 punten wederom tweede in de eindstand. In de algehele LMP1-klasse eindigde hij op positie 25.
In 2016 bleef Kraihamer de teamgenoot van Imperatori en Tuscher bij Rebellion. Hij won zeven van de negen races in de LMP1-privéklasse en werd hierdoor met 193 punten overtuigend gekroond tot kampioen. Tevens behaalde hij in de algemene LMP1-klasse twee podiumfinishes in de 6 uur van Silverstone en de 6 uur van Spa-Francorchamps en werd zo met 66,5 punten zevende in dit kampioenschap.
In 2017 hield de LMP1-privéklasse op te bestaan na het vertrek van Rebellion uit de LMP1. Hierop stapte Kraihamer over naar het team ByKolles Racing, een opvolger van het team Lotus, waar hij in 2013 voor reed. Hij werd hier de teamgenoot van Oliver Webb en James Rossiter, die na twee races werd opgevolgd door Marco Bonanomi. Na vier races, waarin een zesde plaats in de 6 uur van Spa-Francorchamps zijn beste resultaat was, besloot het team om het jaar niet af te maken. In het seizoen 2018-2019 keerden ByKolles en Kraihamer terug in de LMP1-klasse. Kraihamer reed in de eerste twee races als teamgenoot van Webb en Tom Dillmann, waarin een vierde plaats in de 6 uur van Spa-Francorchamps zijn beste resultaat was. Hierna vertrok hij bij het team en heeft hij geen professionele races meer gereden.